# Bathybates
Genre
Bathybates est un genre de poissons de la famille des Cichlidae, endémiques du lac Tanganyika. 

## Liste des espèces
Selon FishBase (29 octobre 2017), World Register of Marine Species (29 octobre 2017) et ITIS (29 octobre 2017) :
- Bathybates fasciatus Boulenger, 1901
- Bathybates ferox Boulenger, 1898
- Bathybates graueri Steindachner, 1911
- Bathybates hornii Steindachner, 1911
- Bathybates leo Poll, 1956
- Bathybates minor Boulenger, 1906
- Bathybates vittatus Boulenger, 1914